# William Robert Woodman
Dr. William Robert Woodman (1828-1891) foi um médico inglês, um dos fundadores da Ordem Hermética da Aurora Dourada.

## Biografia
Woodman nasceu na Inglaterra. Estudou Medicina, diplomando-se em 1851. Montou seu próprio consultório em Stoke Newington, bairro de Londres onde também atuou como cirurgião da polícia. Seu amor pela Jardinagem levou-o a se tornar um proeminente horticultor e expositor de flores, de tal sorte que, após sua morte,  a Royal Horticultural Society fez erguer um memorial para seu túmulo, em Willesden.